# Kalskär (Kökar, Åland)
Kalskär med Jusskäret är en ö i Åland (Finland). Den ligger i Skärgårdshavet och i kommunen Kökar i landskapet Åland, i den sydvästra delen av landet. Ön ligger omkring 65 kilometer sydöst om Mariehamn och omkring 230 kilometer väster om Helsingfors.
Öns area är 19,8 hektar och dess största längd är 0,9 kilometer i öst-västlig riktning. Ön höjer sig omkring 10 meter över havsytan.

## Delöar och uddar
- Kalskär 59°48′02″N 20°57′25″Ö / 59.80052°N 20.95707°Ö
- Jusskäret 59°48′00″N 20°57′03″Ö / 59.79999°N 20.95083°Ö